# Laccophilus smithi
Laccophilus smithi är en skalbaggsart som beskrevs av Michel Brancucci 1983. Laccophilus smithi ingår i släktet Laccophilus och familjen dykare. Inga underarter finns listade i Catalogue of Life.